# Carta geologica

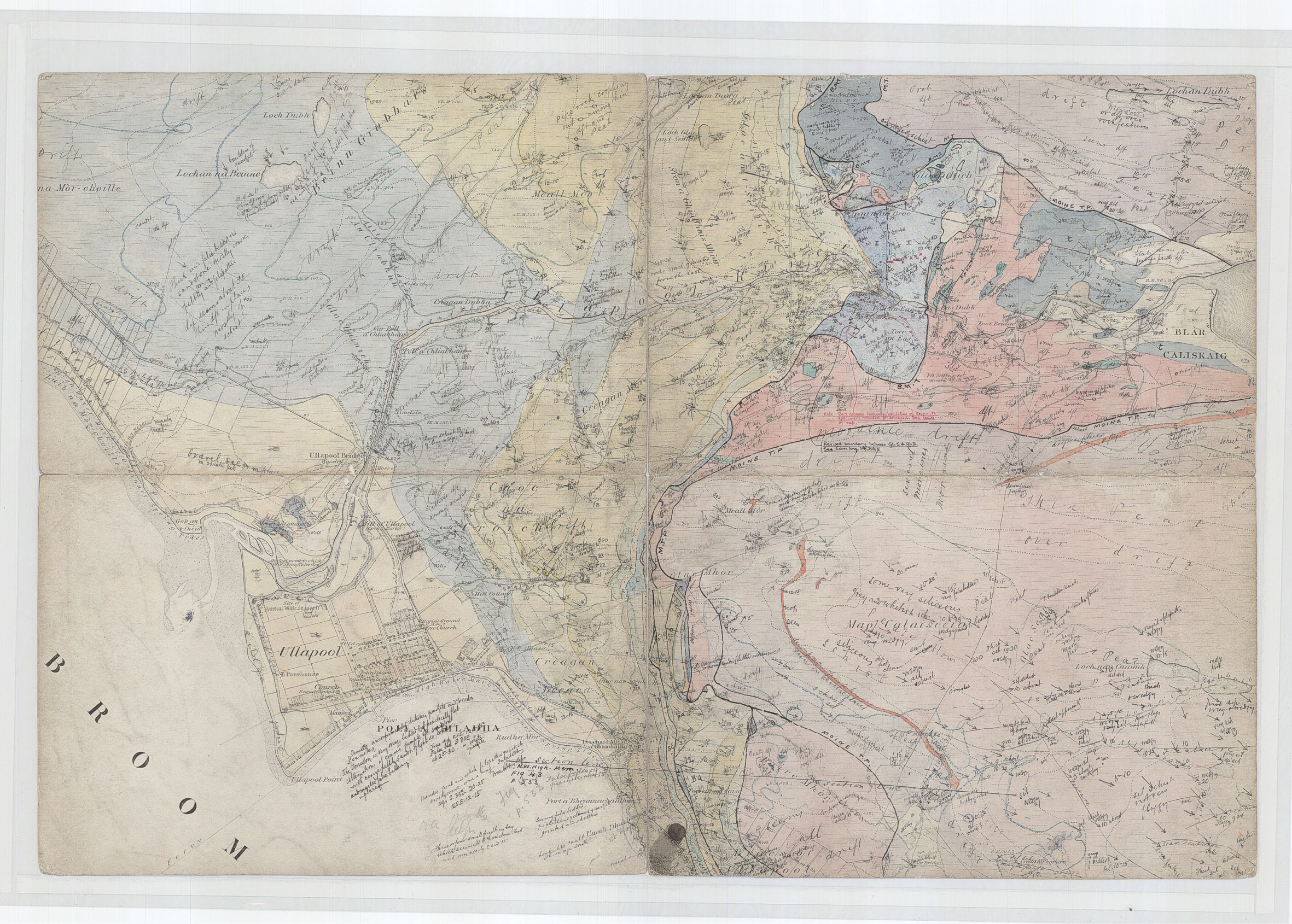
Carta geologia di terreno (Nord-Ovest della Scozia), colorata ed annotata a mano da rilevatori del Servizio geologico inglese nel 1880

La carta geologica è la rappresentazione dei diversi tipi di rocce che affiorano sulla superficie terrestre, rappresentati da colori convenzionali, ed i loro contatti. Insieme alla classificazione del tipo di rocce, ne è indicata anche l'età.
Nelle carte geologiche sono rappresentate anche le strutture tettoniche, le giaciture degli strati, i giacimenti di minerali, le aree fossilifere e le sorgenti.
Spesso le carte geologiche sono corredate da sezioni geologiche in modo da permettere la corretta interpretazione della carta.

## Realizzazione di una carta geologica

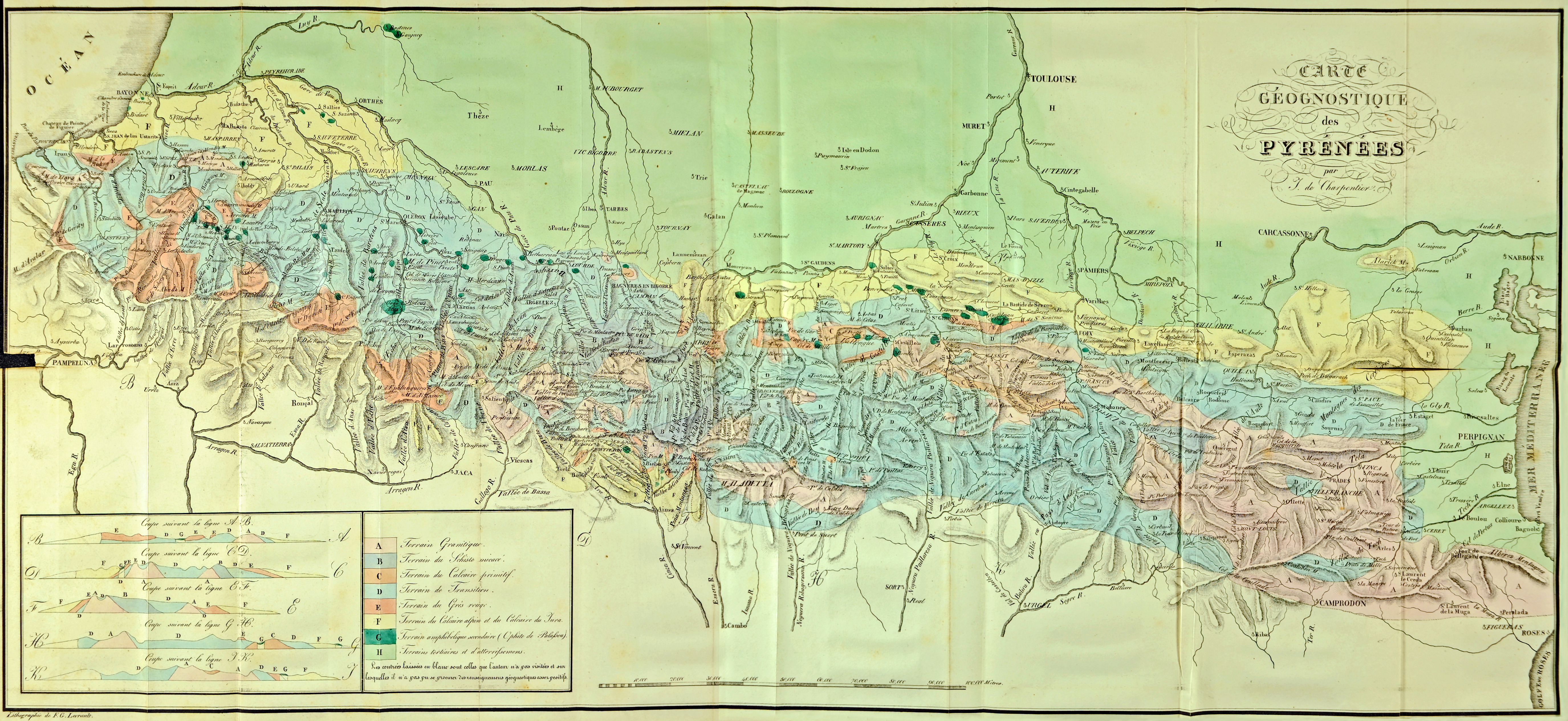
Carta geologica dei Pirenei del 1823

Per realizzare una carta geologica è necessario un rilevamento geologico sulla porzione di terreno interessata lungo itinerari prefissati che permettano di coprire tutta l'area. In questo modo è possibile segnare su una carta topografica o su una foto aerea gli affioramenti di roccia rinvenuti lungo il percorso e posizionarli esattamente sulla stessa.
La scala della base topografica viene scelta in base al dettaglio richiesto dal lavoro. 
Durante il rilevamento, tramite la bussola geologica viene anche determinato l'assetto strutturale delle rocce misurandone l'inclinazione e l'orientamento della direzione di immersione degli strati.

## Storia

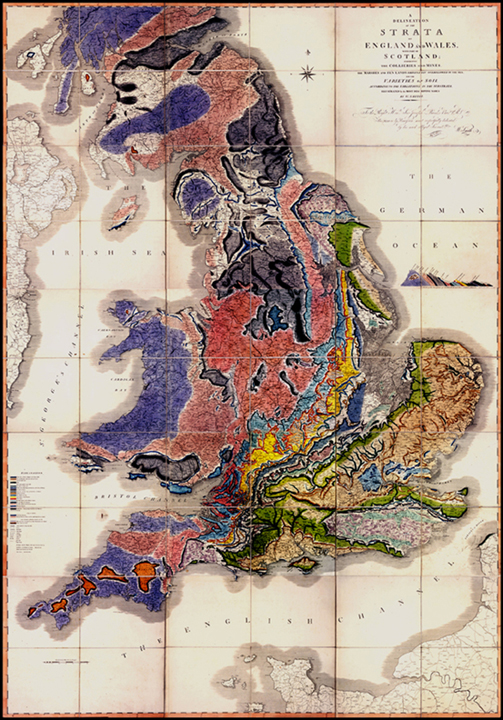
Carta geologica dell'Inghilterra realizzata da William Smith nel 1815

La più antica carta geologica conservata fu realizzata intorno al 1150 a.C. e riguarda i depositi auriferi dell'Egitto.
La prima carta geologica moderna risale invece al 1815, anno in cui William Smith creò la prima carta geologica dell'Inghilterra.